# Hrašné
Hrašné (ungarisch Rásnyahegy, slowakisch Hrašný vrch) ist eine Gemeinde im Westen der Slowakei.

## Lage und Allgemeines
Die Gemeinde entstand 1955 aus Teilen des Gemeindegebiets von Kostolné und ist nach dem Namen der ehemaligen Einsiedelei Hrašný vrch benannt.
Die Gemeinde liegt im Hügelland zwischen den Kleinen Karpaten im Süden und den Weißen Karpaten im Norden, etwa 4 Kilometer südwestlich von Stará Turá. Nové Mesto nad Váhom liegt zirka 25 Kilometer östlich der Gemeinde, Myjava zirka 5 Kilometer östlich, Senica etwa 25 Kilometer westlich.
Durch Hrašné fließen die Bäche Rudník und Kostolník.

## Bevölkerung
| Jahr                | 1994 | 2004    | 2014    | 2024    |
| ------------------- | ---- | ------- | ------- | ------- |
| Anzahl der Personen | 521  | 505     | 485     | 480     |
| Unterschied         |      | −3,07 % | −3,96 % | −1,03 % |

| Jahr                | 2023 | 2024    |
| ------------------- | ---- | ------- |
| Anzahl der Personen | 469  | 480     |
| Unterschied         |      | +2,34 % |

## Besonderheiten
In Hrašné befindet sich das einzige Bordell im Umkreis von etwa 50 Kilometern. Diesem Umstand verdankt Hrašné seinen besonderen Ruf in der Region. 